# Nyctiphantus
Nyctiphantus is een geslacht van kevers uit de familie bladkevers (Chrysomelidae).
De wetenschappelijke naam van het geslacht werd in 1902 gepubliceerd door Semenov.

## Soorten
- Nyctiphantus bergi (Semenov, 1906)
- Nyctiphantus bicoloripennis Medvedev, 2005
- Nyctiphantus costos Semenov, 1902
- Nyctiphantus hirtus (Weise, 1885)
- Nyctiphantus nocturnus (Semenov, 1891)